# Coupe intercontinentale 1994
La Coupe intercontinentale 1994 est la trente-troisième édition de la Coupe intercontinentale de football. Elle oppose lors d'un seul match le club italien de l'AC Milan, vainqueur de la Ligue des champions de l'UEFA 1993-1994, au club argentin du Vélez Sarsfield, vainqueur de la Copa Libertadores 1994. Il s'agit de la sixième participation du Milan AC dans cette compétition, alors que le Vélez Sarsfield est pour la première fois à l'affiche de cette Coupe intercontinentale.
La confrontation se déroule au Stade national de Tokyo, le 1er décembre 1994 devant 47 886 spectateurs et se conclut sur une victoire des Argentins sur le score de 2-0. Le Vélez Sársfield remporte ainsi sa première Coupe intercontinentale, et l'Argentin Omar Asad, auteur du second but de la rencontre, est élu homme du match. En 2017, le Conseil de la FIFA a reconnu avec document officiel (de jure) tous les champions de la Coupe intercontinentale avec le titre officiel de clubs de football champions du monde, c'est-à-dire avec le titre de champions du monde FIFA, initialement attribué uniquement aux gagnantsles de la Coupe du monde des clubs FIFA.

## Feuille de match
| Coupe intercontinentale 1994 | AC Milan  | 0 - 2   | Vélez Sarsfield              | Stade national, Tokyo                               |                                                     |
| 1er décembre 1994            |           | (0 - 0) | Trotta 50e (pen.) · Asad 57e | Spectateurs : 47 886 Arbitrage : José Torres Cadena | Spectateurs : 47 886 Arbitrage : José Torres Cadena |
| 1er décembre 1994            | (Rapport) |         |                              | Spectateurs : 47 886 Arbitrage : José Torres Cadena | Spectateurs : 47 886 Arbitrage : José Torres Cadena |

| AC Milan | Vélez Sársfield |

| AC Milan :     |  |                       |        |     |
|                |  |                       |        |     |
| Gardien de but |  | Sebastiano Rossi      | Averti |     |
|                |  | Mauro Tassotti        |        |     |
|                |  | Paolo Maldini         |        |     |
|                |  | Alessandro Costacurta | 85e    |     |
|                |  | Franco Baresi         |        |     |
|                |  | Demetrio Albertini    | Averti |     |
|                |  | Roberto Donadoni      |        |     |
|                |  | Marcel Desailly       |        |     |
|                |  | Zvonimir Boban        |        | 60e |
|                |  | Dejan Savićević       | Averti | 86e |
|                |  | Daniele Massaro       |        |     |
| Remplaçants :  |  |                       |        |     |
|                |  | Marco Simone          | Averti | 60e |
|                |  | Christian Panucci     |        | 86e |
| Entraîneur :   |  |                       |        |     |
| Fabio Capello  |  |                       |        |     |

| Vélez Sársfield : |  |                     |
|                   |  |                     |
| Gardien de but    |  | José Luis Chilavert |
|                   |  | Roberto Trotta      |
|                   |  | Raúl Cardozo        |
|                   |  | Héctor Almandoz     |
|                   |  | Víctor Sotomayor    |
|                   |  | Marcelo Gómez       |
|                   |  | Christian Bassedas  |
|                   |  | José Basualdo       |
|                   |  | Roberto Pompei      |
|                   |  | Omar Asad           |
|                   |  | José Flores         |
| Entraîneur :      |  |                     |
| Carlos Bianchi    |  |                     |